# Leptophyllum simplex
Leptophyllum simplex är en mångfotingart som beskrevs av Karl Wilhelm Verhoeff. Leptophyllum simplex ingår i släktet Leptophyllum och familjen kejsardubbelfotingar. Inga underarter finns listade i Catalogue of Life.